# 마츠모토 마리카
마츠모토 마리카(일본어: 松本 まりか 마쓰모토 마리카[*], 1984년 9월 12일~)는 일본의 성우 겸 배우이다.

## 출연

### 드라마
- 여섯 번째 사요코 (2000년)
- 태양의 계절 (2001년)
- 순정 반짝 (2006년)
- 호타루의 빛 (2007년)
- 방청매니아 09: 재판장!여기는 징역 4년이 어떨까요 제3화 (2009년) 미즈타니 모모카 역

### 영화
- 2006년 《환생》
- 2005년 《노로이》

### 나레이션
- 팝잼 (2006년 5월 ~ 2007년 3월, NHK)
- 뮤직 재팬 (2007년 4월 ~ 2009년 3월, NHK)

### TV 애니메이션
2005년
- 파라다이스 키스 (사쿠라다 미와코)
- 슈가슈가룬 (가토 쇼콜라)

2011년
- UN-GO (가자모리)

### 극장 애니메이션
- 극장판 포켓몬스터 XY: 파괴의 포켓몬과 디안시 (디안시)